# Dreamt for Light Years in the Belly of a Mountain
Dreamt for Light Years in the Belly of a Mountain es el cuarto y último álbum de Sparklehorse antes de que Mark Linkous falleciera en 2010. Fue lanzado el 25 de septiembre de 2006 por Astralwerks Records.

## Grabación
Después de publicar It's a Wonderful Life en 2001, Linkous empezó de a poco a grabar las canciones que estarían en Dreamt for Light Years in the Belly of a Mountain en Static King Studio en Carolina del Norte. Más tarde contaría a un entrevistador que su depresión había frenado la creación del álbum, alargando el proceso de grabación cinco años aproximadamente. En 2006,  contó a Pitchfork Media que muchas de las canciones que hizo para la pista de Dreamt for Light Years eran de hecho canciones que habían sido sacadas de It's a Wonderful Life : "Bueno, había dejado de trabajar por un rato y se volvió difícil vivir y pagar la renta. Así que  se nos estaban acabando las opciones en dónde presentar la grabación. Tenía algo ya escrito que no había incluido en el último álbum, porque eran canciones muy pop. Parecían anacronismos. Así que  salvé todas estas cancioncitas pop."
Después de escuchar The Grey Album de 2004, que mezclaba The Black Album de Jay-Z y The White Album de The Beatles, Linkous invitó al productor de ese álbum Danger Mouse a visitarlo a Carolina del Norte y ayudarlo a terminar las canciones que había empezado a grabar. 
A pesar de haber sido el primer álbum de Sparklehorse en cinco años, aproximadamente 25 de los 55 minutos que dura el disco ya se habían lanzado previamente de otra manera, surgiendo de las sesiones para It's a Wonderful Life. "Ghost in the Sky" fue publicado originalmente en la versión japonesa de ese mismo disco. "Shade and Honey" apareció en una partición de 7 minutos con los Shins y Mates of State y fue cantada por el actor Alessandro Nivola en la película de 2002 Laurel Canyon, siendo esta versión incluida en la banda sonora. "Morning Hollow" fue también una pista oculta de It's a Wonderful Life.  El tema "Dreamt for Lightyears in the Belly of a Mountain" fue lanzada al principio en 2001 bajo el título "Maxine" en ambas versiones LP de It's a Wonderful Life y en el EP de Gold Day.
"Ghost in the Sky", "Don't Take My Sunshine Away" y "Knives of Summertime" fueron lanzadas como sencillos semanas antes de la publicación del álbum.

## Portada de álbum
La portada del álbum fue creada por el artista Robert Pokorny. La imagen que  finalmente resultó en la portada del disco fue realizada originalmente para un cartel promocional de un concierto que Sparklehorse realizó en la tienda de Fingerprints Records en Long Beach, California. Linkous dijo: "me encantó la imagen la primera vez que lo vi, y ahí supe que sería la portada para el próximo álbum... {Pokorny} realmente tiene un gran sentido para crear imágenes basándose en la música que escucha. No puedo describir realmente qué representa esa imagen y si representa algo relacionado con la música, pero es que encaja realmente."

## Recepción
El álbum acumuló críticas positivas en su mayoría (en especial de Pitchfork Media, LA Times y Enterteinment Weekly)

## Listado de canciones
1. "Don't Take My Sunshine Away" – 3:05
  - Mark Linkous – voz, guitarra, bajo, sintetizador, cuerdas
  - Danger Mouse – sampler, caja de ritmos
  - Sophie Michelitsianos – voz
  - Scott Minor – batería
  - Steven Drozd – batería
2. "Getting It Wrong" – 2:16
  - Mark Linkous – voz, piano eléctrico, bajo, sampler, batería, armonio, optigan
  - Danger Mouse – órgano, sampler, caja de ritmos
3. "Shade and Honey" – 4:08
  - Mark Linkous – todos los instrumentos
4. "See the Light" – 3:42
  - Mark Linkous – voz, guitarra
  - Scott Menor – batería, electrónica
  - Dave Fridmann – bajo
  - Steven Drozd – guitarra Echo
  - Melissa Moore – violín
5. "Return to Me" – 3:18
  - Mark Linkous – voz, guitarra acústica, sampler, chamberlin
  - Alan Weatherhead – armonio, guitarra lap steel
  - Johnny Hott – piano
6. "Some Sweet Day" – 4:20
  - Mark Linkous – todos los instrumentos
7. "Ghost in the Sky" – 3:28
  - Mark Linkous – todos los instrumentos
8. "Mountains" – 3:42
  - Mark Linkous – voz, guitarra, sampler, bajo
  - Danger Mouse – órgano, sampler
  - Johnny Hott – batería
9. "Morning Hollow" – 7:23
  - Mark Linkous – voz, guitarra barítono, guitarra E-Bow
  - Dave Fridmann – vibraphone, piano wurlitzer
  - Sophie Michelitsianos – voz
  - Scott Minor – batería, armonio
  - Tom Waits – piano
  - Joan Wasser – violín
  - Jane Scarpantoni – violonchelo
10. "It's Not So Hard" – 2:52
  - Mark Linkous – voz, guitarra
  - Dave Fridmann – Bajo
  - Steven Drozd – batería
11. "Knives of Summertime" – 4:19
  - Mark Linkous – voz, guitarra, sampler, grabaciones en loop
  - Matthew Linkous – guitarra
  - Melissa Moore – bajo, violín
  - Scott Minor – batería, electrónica
  - Tim Regan – piano
12. "Dreamt for Light Years in the Belly of a Mountain" – 10:35
  - Mark Linkous – piano, guitarra en bucle, chamberlin, orchestron
  - Dave Fridmann – mellotron, chamberlin
  - Scott Minor – casio, electrónica
  - Rex White – pedal